# Riksstånd

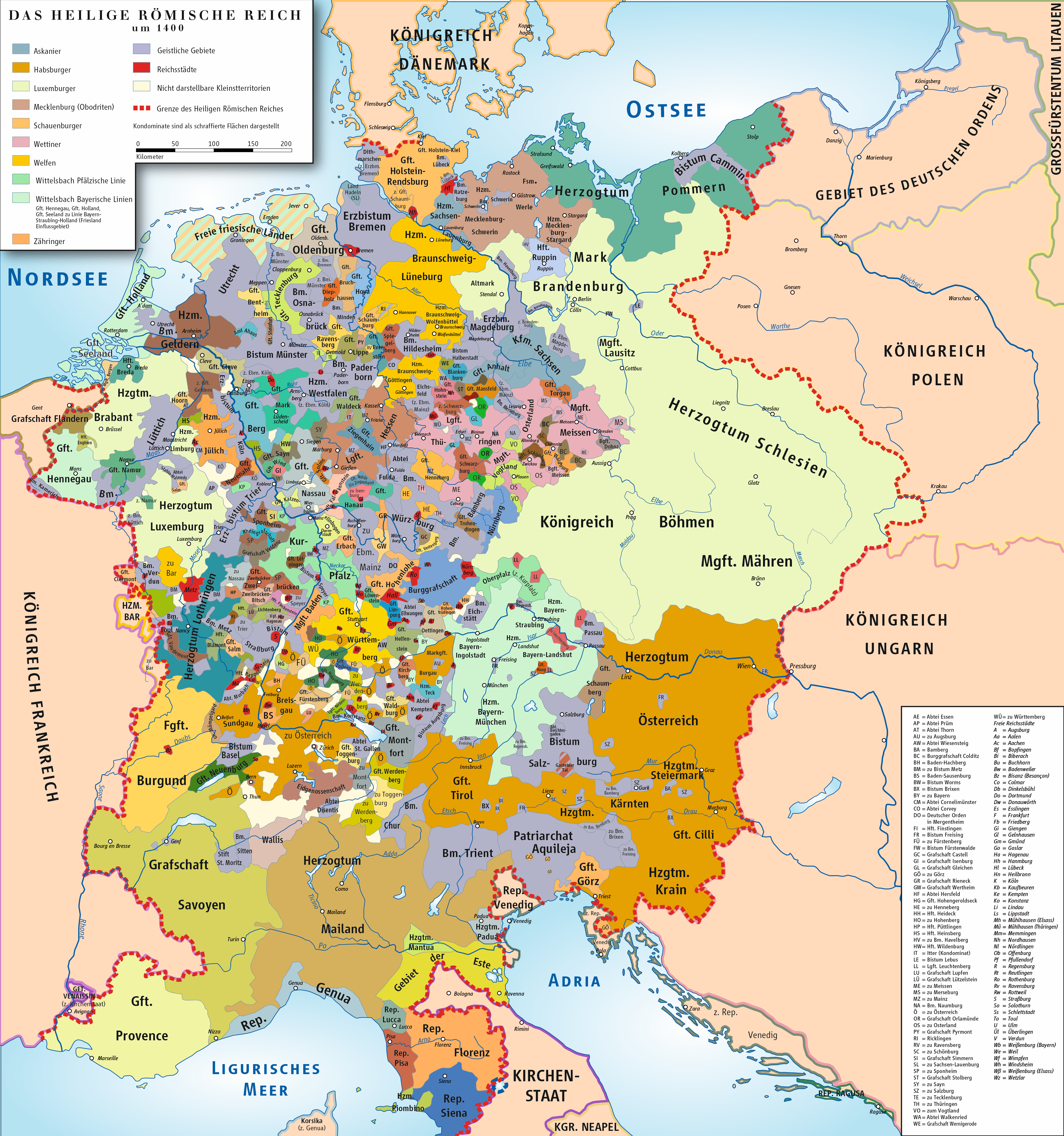
Heliga Romerska Imperiet omkring 1400

Riksstånd, Riksständer (lat. status regni, fr. états généraux, nederl. [generaal]staten, ty. Reichsstände), kamrarna i de från medeltiden härstammande, på ståndsprincipen grundade riksförsamlingarna.
I Tyskland, varifrån termen på 1500-talet kom till Sverige, betecknades emellertid såsom riksstånd även envar (person eller korporation) med plats eller representationsrätt i något av de tre stånd i ovan angivna betydelse, varav den tyska riksdagen bestod: kurfurstekollegiet, riksfursterådet och riksstädernas kollegium. Även i Sverige användes ordet till en början i likartad betydelse (se Riksdagens historia).
Ursprungligen hade i Tyskland kejsaren rätt att fritt förläna "reichsstandschaft", men från 1600-talet fordrades för plats i riksdagen besittning av ett riksomedelbart område och vid nya förläningar samtycke av vederbörande kollegium. Innan riksdagen 1663 blivit permanent i Regensburg, brukade även medlemmar av de två furstekollegierna personligen infinna sig till sammanträdena, men därefter lät de (liksom städerna) representera sig genom instruerade ombud, varigenom den tyska ståndsriksdagen övergick till att bli en diplomatisk kongress. De tre ständerkollegierna hade initiativ och absolut veto mot varandra och mot kejsaren liksom denne mot dem.
Till följd av franska revolutionens och Napoleon I:s omstörtningar i Tyskland blev en mängd riksstånd mediatiserade, och när det tysk-romerska riket upplöstes 1806 och den tyska  riksdagen upphörde att finnas till, upphörde också tyska riksständer i sin dittillsvarande betydelse att finnas. Genom tyska förbundsakten 1815 erhöll emellertid de världsliga mediatiserade medlemmarna av det forna furstekollegiet under namn av standesherren (ståndsherrar) för sig och sina familjer en del företrädesrättigheter, varibland sådana, som gjorde dem socialt likställda med regerande tyska furstar.